# Jord

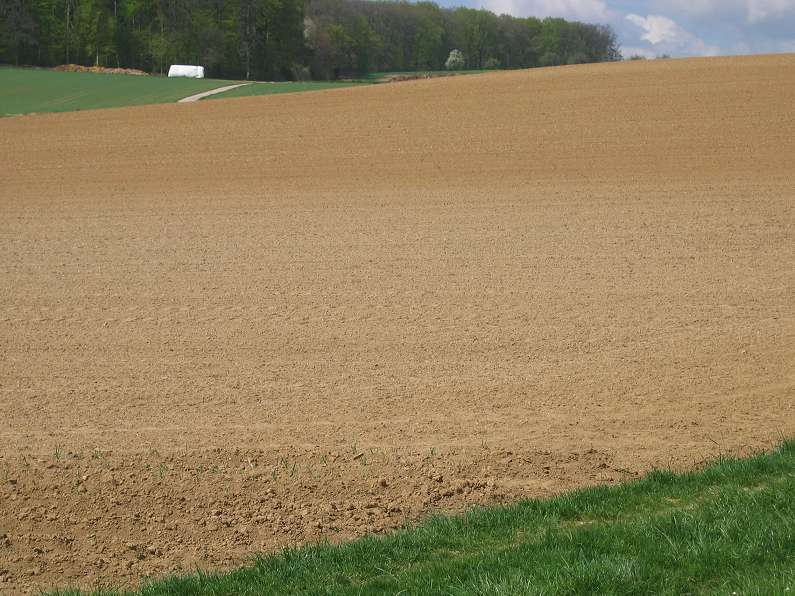
Lössjord i Baden-Württemberg, Tyskland.

Jord är den blandning av mineraler, lösa avlagringar, gaser, vätskor, levande biomassa och organiskt material som täcker jordens landyta. Läran om jord delas in i pedologi (jordmånslära) och jordartsgeologi och är vetenskaper inom geomorfologin och kvartärgeologin.
Jorden är den del av jordklotets landyta som kallas pedosfären. Detta lagers tjocklek varierar från att helt saknas (som på klipphällar) till att vara så tjockt att man kan bygga bostäder i det (löss). Det lösa jordtäcket och den vittrade berggrunden bildar ihop regoliten.

## Jordarter
En jordart beskriver markens innehåll av olika kornstorlekar och halt organiskt material samt kemiska utfällningar. 
Exempel: 
- Gyttjelera är en finkornig jordart (lera) med hög organhalt (gyttja).
- Kalkgyttja är en organisk jordart (gyttja) med hög halt kalk som lösts ut från döda organismer med kalkskal/kalkskelett.
- Sandig-moig morän är en blandad jordart (morän) med högt innehåll av sand och (grov-)mo.

## Jordmåner
Jordmån är jord som har förändrats av levande organismer, till exempel maskar, svampar och bakterier, sedan den bildats så att den bildar olika horisonter på olika djup. Förändringen beror på jordarten, klimatet och den biologiska aktiviteten. I Sverige är de två vanligaste jordmånerna podsol och brunjord.

## Jord och människan
Människan har alltid sett jorden som livgivare. Sedan förhistorisk tid har människor betraktat jorden som ett övernaturligt väsen, se Modergudinna.

### Antiken
Under antiken räknades jord som ett av de fyra elementen som byggde upp allting. Idag kallas dessa de fyra klassiska elementen, och hit räknas förutom jord även vatten, eld och luft.
Jordens motsats är luft.
På latin heter elementen terra, tellus, "jord", aqua, "vatten", ignis, "eld", och aer "luft".

### Kinesisk filosofi
Inom kinesisk filosofi är jord ett av de fem elementen. De andra är trä, eld, metall och vatten. Färgen gul och "mitten" representerar jorden.

## Jord i ekonomi och rättsväsen
När jordbruk blev allmänt, och jord blev en viktig produktionsfaktor, började man betrakta jord som egendom. Jord delas in i fastigheter.